# Абихт, Генрик
Ге́нрик А́бихт (пол. Henryk Abicht; 1835, Вильно — 12 июня 1863, Варшава) — польский революционер. Сын профессора-медика Адольфа Абихта.

## Биография
Окончил первую виленскую гимназию (1852), служил в Вильно по почтовому ведомству. В 1857 г. эмигрировал в Лондон, примкнув к польской эмигрантской группировке вокруг Зенона Свентославского, входил в Польское демократическое общество. Работал наборщиком в принадлежавшей Свентославскому типографии, где печатались, помимо прочего, сочинения А. И. Герцена; затем перешёл в основанную Герценом Вольную русскую типографию. Сотрудничал с газетой Герцена «Колокол», преимущественно как переводчик.
В связи с подготовкой Польского восстания 1863 года в марте 1862 года по фальшивому британскому паспорту на имя Джона Бретти (англ. John Bretti) нелегально вернулся в Польшу как эмиссар революционеров-эмигрантов. В течение полугода вёл организационно-пропагандистскую революционную работу. 19 ноября был арестован в городке Гарволин, при нём было обнаружено оружие и большое количество нелегальной литературы. Абихт был препровождён в Варшавскую цитадель и 31 мая (12 июня) 1863 г. был повешен.
Биографический очерк об Абихте написал в 1869 г. В. И. Кельсиев.